# نيكولا أندريتش
نيكولا أندريتش (بالصربية: Никола Андрић)‏ (23 مايو 1992 ببلغراد في صربيا - ) هو لاعب كرة قدم صربي في مركز الدفاع. لعب مع نادي بودبريزوفا.

## وصلات خارجية
- نيكولا أندريتش على موقع الاتحاد الأوربي (الإنجليزية)
- نيكولا أندريتش على موقع قاعدة بيانات كرة القدم.إي يو (الإنجليزية)
- نيكولا أندريتش على موقع بيانات كرة القدم. دي إي (الألمانية)
- نيكولا أندريتش على موقع Soccerbase.com (لاعب) (الإنجليزية)
- نيكولا أندريتش على موقع Soccerway.com (الإنجليزية)
- نيكولا أندريتش على موقع عالم كرة القدم.نت (الإنجليزية)